# Mihail Marin
Mihail Marin est un grand maître international d'échecs roumain. Trois fois champion de Roumanie, il est surtout connu comme auteur de livres. Il était le secondant de Judit Polgár lors du championnat du monde FIDE de 2005. Au 1er mai 2010, son classement Elo est de 2 600 ; il est le 3e joueur roumain et le 171e joueur mondial.

## Livres
- (en) Mihail Marin, Secrets of Chess Defence, Gambit Publications Ltd, 5 août 2003, 160 p. (ISBN 978-1-901983-91-3)
- (en) Mihail Marin, Beating the Open Games, Quality Chess, 14 janvier 2005, 332 p. (ISBN 978-91-976004-3-9)
- (en) Mihail Marin, Secrets Of Attacking Chess, Gambit Publications Ltd, 27 juin 2005, 191 p. (ISBN 978-1-904600-30-5)
- (en) Mihail Marin, A Spanish Opening Repertoire for Black, Quality Chess, 22 juin 2007, 304 p. (ISBN 978-91-976005-0-7)
- (en) Mihail Marin, Learn from the Legends : Chess Champions at Their Best, Quality Chess, 26 juin 2007, 344 p. (ISBN 978-91-975244-8-3)
- (en) Mihail Marin, The English Opening, Quality Chess, 14 septembre 2009, 320 p. (ISBN 978-1-906552-04-6)
- (en) Mihail Marin, Reggio Emilia 2007/2008 : The Golden Jubilee Tournament, Quality Chess, 23 décembre 2009, 208 p. (ISBN 978-1-906552-32-9)